# Ægir
Pour les articles homonymes, voir Ægir (homonymie).

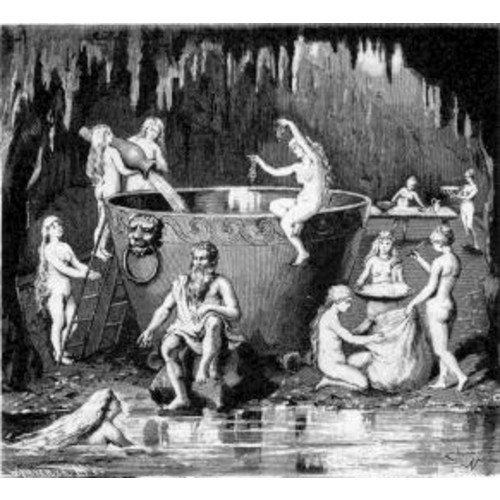
Ægir entouré de ses neuf filles brassant une immense cuve de bière. Illustration d'une traduction suédoise du 19e siècle de l'Edda poétique.

Ægir (« mer » en vieux norrois) est un géant ou un dieu de la mythologie nordique, personnification de la mer.
Il porte également les noms de Hlér et de Gymir,.

## Étymologie
Son nom Ægir signifie originellement « celui de l'eau », germ. *āgwijaz dérivé à degré long secondaire et ton suffixal de *ahwō- « cours d'eau ».

## Généalogie

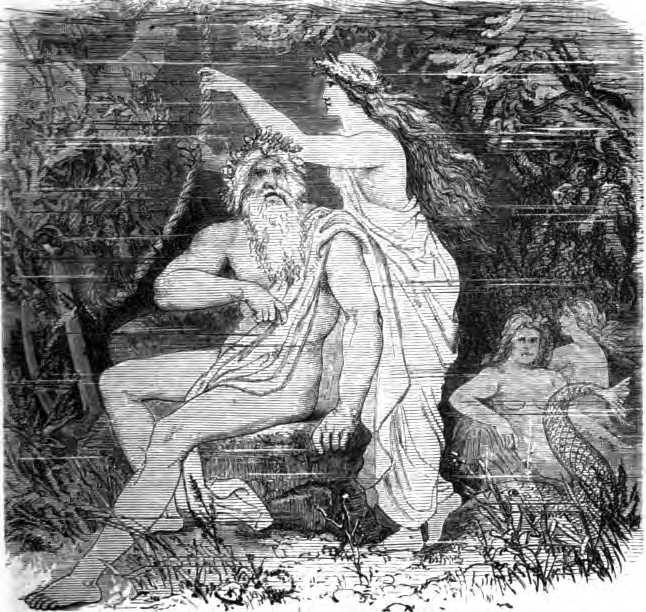
Ægir et Rán, par F.W. Heine.

Il est l'époux de Rán et le père de neuf filles personnifiant les vagues, qui vont trois par trois. Il a pour frère Eld « Feu » et pour serviteur Eldir « celui du Feu ».
Selon la Saga des Orcadiens, Hlér / Ægir est le fils de Fornjót, et le frère de Logi (le feu) et de Kári (le vent).

## Le dieu de la Mer
Ægir est mentionné dans les þulur parmi les géants, et il ne figure pas dans les listes des Ases. Toutefois, ses relations amicales avec les Ases (alors que les géants sont traditionnellement les ennemis des dieux), et le fait que sa femme, Rán, figure dans l'énumération des déesses Ases font qu'il est parfois assimilé à un dieu par les auteurs modernes.
Quoi qu'il en soit, son lien avec la mer est attesté. Son nom même signifie « mer » et est utilisé pour former des kenningar désignant la mer : faðir Ægisdætra « père des filles d'Ægir », í Ægis kjafta « dans les mâchoires d'Ægir » (c'est-à-dire sous la mer).

## L’hôte des dieux
Ægir est aussi présenté à plusieurs reprises comme l'hôte des dieux, aux deux sens du terme.
Dans le Skáldskaparmál, Snorri Sturluson le décrit comme un homme, grand magicien, habitant l’île de Hlésey. Invité à un banquet à Ásgard, il s’entretient avec son voisin de table Bragi, qui lui raconte de nombreux mythes, notamment ceux à l’origine de kenningar.
Trois mois plus tard, c’est lui qui reçoit tous les dieux et déesses (à l’exception de Thor) ainsi que des Alfes. Ægir a brassé la bière dans le chaudron que Thor et Týr sont allés chercher chez Hymir. Lors de ce festin, de l’or brillant éclaire la halle comme du feu, la nourriture et la bière se servent toutes seules, et les serviteurs d’Ægir, Fimafeng et Eldir, sont dignes de louanges.
Ægir est d'ailleurs celui qui organise le banquet durant lequel Loki humilie un par un les invités, l'un des premiers signes de l'arrivée du Ragnarök.

## Dans la culture populaire moderne
Dans la bande dessinée Thorgal, le héros éponyme porte le nom de famille que les Vikings lui ont donné : Ægirsson, fils d'Ægir.
Dans le jeu vidéo God of War (2018), le joueur ramasse une ressource nommée "Or d'Ægir", trouvée dans les eaux du Lac des Neuf.